# Herb gminy Koneck
Herb gminy Koneck – jeden z symboli gminy Koneck, ustanowiony 14 listopada 2003.

## Wygląd i symbolika
Herb przedstawia na tarczy dwudzielnej w słup w polu lewym na złotym tle postać czarnego, wspiętego konia, natomiast w polu prawym na niebieskim tle postać św. Prokopa. Postać świętego nawiązuje do łaski słynącej figury z miejscowego kościoła, natomiast koń – do nazwy gminy. 